# Mehmet Yeşil
Mehmet Yeşil (* 31. Mai 1998 in Ergani) ist ein türkischer Fußballspieler.

## Karriere

### Verein
Yeşil begann mit dem Vereinsfußball 2007 in der Jugendabteilung von Erganispor, dem Verein seiner Heimatstadt Ergani, und wechselte 2010 in den Nachwuchs von Trabzonspor. Gegen Ende der Saison 2015/16 erhielt er bei diesem Klub einen Profivertrag und wurde vom Cheftrainer Hami Mandıralı auch am Training der Profis beteiligt. Im Ligaspiel vom 19. Mai 2016 gegen Kasımpaşa Istanbul debütierte er schließlich im Profibereich.
Im Januar 2017 wechselte Yeşil zu İstanbulspor.

### Nationalmannschaft
Yeşil begann seine Länderspielkarriere im September 2015 mit einem Einsatz für die türkische U-18-Nationalmannschaft.

## Erfolge
Mit İstanbulspor
- Meister der TFF 2. Lig und Aufstieg in die TFF 1. Lig: 2016/17